# Tunnel Schwarzer Berg
Der Tunnel Schwarzer Berg ist Teil der Bundesautobahn 70 und liegt in der Nähe der unterfränkischen Stadt Eltmann im Landkreis Haßberge. Der Autobahntunnel besteht aus zwei Röhren mit jeweils zwei Fahrstreifen und durchquert den Schwarzen Berg.
Zur Minimierung der Eingriffe in das Wildbachtal und den 330 Meter hohen Schwarzen Berg wurde an Stelle eines 50 Meter tiefen Einschnittes der Tunnel geplant und errichtet. An diesen schließen sich im Westen die 165 Meter lange Wildbachtalbrücke und im Osten die 1055 Meter lange Mainbrücke Eltmann an. 

## Nordröhre
Im Oktober 1984 starteten die Bauarbeiten an der 738 Meter langen Nordröhre. Der offizielle Tunnelanschlag folgte am 12. Dezember 1984. Tunnelpatin war Monika Hohlmeier, die Tochter des damaligen bayerischen Ministerpräsidenten Franz Josef Strauß.
Die Tunnelröhre wurde bei 93 Quadratmeter Ausbruchquerschnittsfläche mit einer zeitlich versetzten Querschnittsunterteilung in Kalotte, Strosse und Sohle vom Ostportal aus aufgefahren. Der Tunnelausbruch von 68.000 Kubikmeter erfolgte bei Abschlagslängen von bis zu 1,5 Meter in bergmännischem Sprengvortrieb sowie bereichsweise mit einem Tunnelbagger. Zur Sicherung des Ausbruchquerschnittes kam der Spritzbetonausbau nach der neuen österreichischen Tunnelbauweise zur Anwendung. Der Tunnelvortrieb lief kontinuierlich rund um die Uhr an zehn Tagen mit anschließender viertägiger Ruhepause. Der Durchschlag der Kalotte war am 15. April 1985 und im Sommer des gleichen Jahres folgte das Ende der Ausbrucharbeiten. 
Der Tunnel weist eine geschlossene Spritzbetonaußenschale auf, auf der eine Abdichtung aufgebracht ist, gefolgt von einer 30 Zentimeter dicken, größtenteils unbewehrten Gewölbebetoninnenschale. Die Herstellung der Innenschale erfolgte in zehn Meter langen Abschnitten, die in das Sohlgewölbe und das Kalottengewölbe unterteilt waren. Die Tunnelröhre besitzt eine acht Meter breite Fahrbahn und eine Fahrraumhöhe von 4,5 Metern. 
Die Übergabe des Bauwerks an den Bauherrn war am 17. Juli 1986, die Inbetriebnahme folgte am 6. November 1987 mit der Fertigstellung der Mainbrücke. Die Baukosten betrugen 16,5 Millionen DM.
Nach der Inbetriebnahme der Südröhre im November 2004 folgte für die Nordröhre eine Generalinstandsetzung. Dabei wurden die komplette Ausstattung sowie die Fahrbahn und die Entwässerungseinrichtungen ausgetauscht. Die Kosten für die Modernisierung betrugen 2,5 Millionen Euro. Seit dem 29. Juli 2007 sind beide Tunnelröhren erstmals ohne Gegenverkehr in Betrieb.

## Südröhre
Im September 2002 begannen die Bauarbeiten an der 722 Meter langen Südröhre. Der offizielle Tunnelanschlag war am 12. Dezember 2002. Tunnelpatin war Uta Sinner, die Gattin des damaligen bayerischen Staatsministers Eberhard Sinner.
Zuerst wurde bei der Tunnelröhre, die 102 m² Ausbruchquerschnittsfläche hatte, der Kalottenvortrieb durchgeführt. 
Nach dem Durchschlagen der Kalotte am Westportal im Juni 2003 folgte nach einem Sondervorschlag der beauftragten Arbeitsgemeinschaft rückschreitend der Strossen- und Sohlvortrieb. Der Tunnelausbruch betrug 79.000 Kubikmeter. Der zweischalige Tunnelausbau wurde analog zur Nordröhre ausgeführt, allerdings mit einer in den Regelbereichen 40 Zentimeter dicken Betoninnenschale. Der Rohbau, der auch drei Querstollen zur Nordröhre umfasste, wurde im April 2004 beendet. Am 11. November 2004 folgte die Verkehrsfreigabe. Die Kosten betrugen 15,5 Millionen Euro für den Rohbau und 2,9 Millionen Euro für die Betriebseinrichtungen.

## Sicherheit
Die beiden Tunnelröhren sind durch drei Querstollen mit Brandschutztüren miteinander verbunden. Der Abstand der Sicherheitsschleusen beträgt maximal 211 Meter. In jeder Röhre sind acht Strahlventilatoren für die künstliche Belüftung installiert. Mit 25 Kameras wird der Autobahntunnel durch die Verkehrs- und Betriebszentrale der Autobahndirektion Nordbayern in Nürnberg-Fischbach fernüberwacht. Das Betriebsgebäude befindet sich in 300 Meter Entfernung vom Westportal. Es ist nördlich der Autobahn in den Hang eingegraben und zeigt nur seine gläserne Eingangsfassade.

## Geologie
Der Schwarze Berg gehört zu den nördlichen Randbergen des Steigerwalds. Seine nahezu horizontal gelagerten Gesteinsschichten gehören zum mittleren Keuper und bestehen aus einer oberen bis zu 50 Meter dicken Blasensandsteinschicht, gefolgt von einer 30 bis 35 Meter dicken Lehrbergschicht. Darunter ist Schilfsandstein vorhanden. Die Tunnelröhren verlaufen vor allem in den Lehrbergschichten, die aus Ton- und Schluffsteinen besteht und im Kernbereich des Berges ausgelaugtes Material aufweist sowie Gips führend ist. Das Gestein besitzt eine relativ niedrige Druckfestigkeit und wurde als vorwiegend gebräch eingestuft. Der Spiegel des Bergwassers, das einen hohen Sulfatgehalt aufweist, liegt oberhalb der Tunnelröhren.